# خلیج ریگا

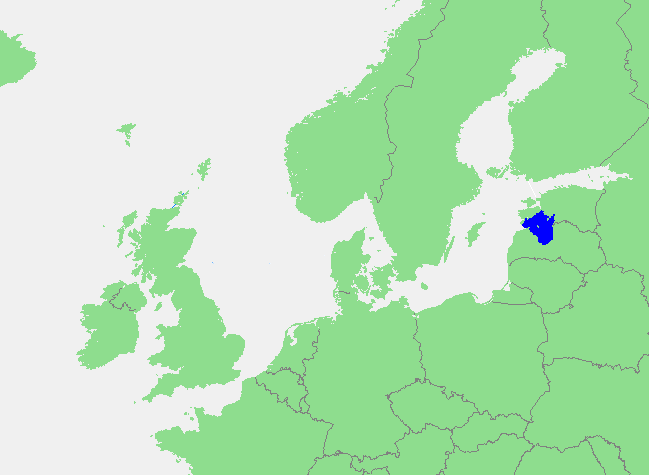
خلیج ریگا در شمال اروپا

خلیج ریگا یا خلیج لیوونی (لتونیایی:Rīgas jūras līcis؛ استونیایی: Liivi laht؛ روسی: Рижский залив) خلیجی در دریای بالتیک میان لتونی و استونی است.
مساحت این خلیج در حدود ۱۸٬۰۰۰ کیلومتر مربع و میانگین عمق آب آن ۶۷ متر است. تنگه ایبره مهم‌ترین خروجی این خلیج به شمار می‌رود. جزیره رونیو در وسط این دریاچه به استونی تعلق دارد.